# Yang Yanbo
Yang Yanbo (chinesisch 楊 彥波 / 杨 彦波, Pinyin Yáng Yànbō; * 9. März 1990) ist eine chinesische Diskuswerferin.
Beim Leichtathletik-Continentalcup 2014 in Marrakesch wurde sie Sechste.

## Persönliche Bestleistungen
- Kugelstoßen: 17,41 m, 1. Juni 2011, Dessau
  - Halle: 17,07 m, 10. März 2010, Nanjing
- Diskuswurf: 63,32 m, 27. April 2012, San Diego